# معاملة المثليين في كيريباتي
يواجه الأشخاص من المثليين والمثليات ومزدوجي التوجه الجنسي والمتحولين جنسياً (اختصاراً: LGBT) في كيريباتي تحديات قانونية لا يواجهها غيرهم من المغايرين جنسيا. تعتبر المثلية الجنسية بين الذكور غير قانونية في كيريباتي. أما المثلية الجنسية بين الإناث فتعتبر قانونية، لكن المثليات قد يواجهن العنف والتمييز. ومع ذلك، يحظر التمييز في التوظيف على أساس التوجه الجنسي.
وإلى جانب تونغا، تعد كيريباتي البلد البولينيزي الوحيد الذي لم يوقع أو يعرب عن تأييده للبيان المشترك بشأن إنهاء أعمال العنف وانتهاكات حقوق الإنسان ذات الصلة القائمة على التوجه الجنسي والهوية الجندرية في الأمم المتحدة، التي يدين العنف والتمييز ضد الأشخاص من مجتمع المثليين. ولكن في تشرين الثاني/نوفمبر 2016، صوتت كيريبا ضد خطة للتخلص من الخبير المستقل للأمم المتحدة المعني بالعنف على أساس التوجه الجنسي والهوية الجندرية في الجمعية العامة للأمم المتحدة. فشلت جهود التخلص من خبير الأمم المتحدة، في تصويت 84 بلدا لصالح مقابل 77 صوتا ضد (84-77)، وكان التصويت على تعديل لمنع مقترح مضاد للمثليين، ولذلك كان التصويت لصالح هو تصويت لإبقاء المقرر الخاص المعني بالحماية من العنف والتمييز. على أساس التوجه الجنسي والهوية الجندرية. كانت كيريباتي إلى جانب سريلانكا الدولتين الوحيدتين، حيث لا تزال المثلية الجنسية مجرمة، اللتان قامتا بالتصويت ضد الاقتراح.

## تاريخ
كيريباتي هي موطن لسكان متحولين تقليديًا. في اللغة الكيريباتية، اسم «بينابينايين» (بالإنجليزية: pinapinaaine)‏، هو اسم للذين يولدون كذكور، ولكنهم يعيشون ويتصرفون كنساء، في حين أن كلمة «بينابيناماني» (بالإنجليزية: binabinamane)‏ تحمل المعنى الآخر، وهم الأشخاص الذين يولدون كذكور، ولكنهم يعيشون ويتصرفون كنساء. إن الأشخاص الذين يعيشون مثل هذه الأدوار الجندرية قد تم قبولهم بشكل تقليدي من قبل مجتمع كيريباتي، ولا يُنظر إليهم على أنهم غير أخلاقيين أو كمرضى، ولكنهم ينتمون إلى جنس ثالث إلى جانب الذكور والإناث.

## قانونية النشاط الجنسي المثلي
تجرم الأقسام 153 و 154 و 155 من قانون العقوبات الجنس الشرجي بغض النظر عن الجنس. لا توجد تقارير عن ملاحقات قضائية موجهة ضد المثليين بموجب هذه القوانين.
القسم 153: المخالفات غير الطبيعية
أي شخص - (أ) يرتكب السدومية مع شخص آخر أو مع حيوان؛ أو (ب) يسمح لشخص من الذكور بممارسة السدومية معه، يكون مذنبا بارتكاب جناية، ويكون عرضة للسجن لمدة 14 عاما.
القسم 154: محاولات ارتكاب مخالفات غير طبيعية وهتك العرض
أي شخص يحاول ارتكاب أي من الجرائم المنصوص عليها في البند السابق، أو مذنب بأي اعتداء بنية ارتكابها، أو أي اعتداء غير لائق على أي شخص ذكر، يكون مذنباً بجناية، ويعاقب عليها بالسجن لمدة 7 سنوات.
المادة 155: الممارسات غير اللائقة بين الذكور
أي شخص ذكر، سواء كان علنياً أو خاصاً، ارتكب عملاً فاضحاً مع شخص ذكر آخر، أو قام بشراء شخص ذكر آخر لارتكاب أي فعل فاحش معه، أو محاولة الحصول على أي فعل من هذا القبيل من قبل أي رجل. يكون الشخص مع نفسه أو مع شخص ذكر آخر، سواء كان علنياً أو خاصاً، مذنباً بجناية، ويكون عرضة للسجن لمدة 5 سنوات.

## جهود إلغاء التجريم
في أغسطس 2015، كجزء من المراجعة الدورية الشاملة، تم تدقيق سجل حقوق الإنسان الخاص بـ كيريباتي من قبل دول أخرى. حثت كل من فرنسا، سلوفينيا وتشيلي كيريباتي على إلغاء القوانين المجرمة للمثلية الجنسية. لم يقدم وفد كيريباتي أي رد على هذه التوصيات.

## الحماية من التمييز
يحظر التمييز ضد الموظفين والموظفين المحتملين على أساس «التوجه الجنسي» بموجب المادة 107 (2) (ب) من قانون التوظيف والعلاقات الصناعية لعام 2015.

## ملخص
| قانونية النشاط الجنسي المثلي                                                             | (للذكور، لايتم تطبيقه) / (للإناث)                |
| المساواة في السن القانوني للنشاط الجنسي                                                  | (للذكور، لايتم تطبيقه) / (للإناث)                |
| قوانين مكافحة التمييز في التوظيف                                                         | (منذ عام 2015)                                   |
| قوانين مكافحة التمييز في توفير السلع والخدمات                                            | No                                               |
| قوانين مكافحة التمييز في جميع المجالات الأخرى (تتضمن التمييز غير المباشر، خطاب الكراهية) | No                                               |
| قوانين جرائم الكراهية تشمل التوجه الجنسي والهوية الجندرية                                | No                                               |
| زواج المثليين                                                                            | No                                               |
| الاعتراف القانوني بالعلاقات المثلية                                                      | No                                               |
| تبني أحد الشريكين للطفل البيولوجي للشريك الآخر                                           | No                                               |
| التبني المشترك للأزواج المثليين                                                          | No                                               |
| يسمح للمثليين والمثليات ومزدوجي التوجه الجنسي بالخدمة علناً في القوات المسلحة             | دولة بدون جيش                                    |
| الحق بتغيير الجنس القانوني                                                               |                                                  |
| علاج التحويل محظور على القاصرين                                                          | No                                               |
| الحصول على أطفال أنابيب للمثليات                                                         | No                                               |
| الأمومة التلقائية للطفل بعد الولادة                                                      | No                                               |
| تأجير الأرحام التجاري للأزواج المثليين من الذكور                                         | (محظور لجميع الأزواج بغض النظر عن التوجه الجنسي) |
| السماح للرجال الذين مارسوا الجنس الشرجي بالتبرع بالدم                                    | No                                               |